# Улрих фон Рамшперг
Улрих фон Рамшперг (на немски: Ulrich von Ramsperg; † сл. 1155) е граф на Рамшперг и граф в Хегау.

## Произход
Родът му е странична линия на род Удалрихинги.

## Фамилия
Улрих фон Рамшперг се жени за Аделхайд фон Брегенц († юни 1125), дъщеря на граф Улрих X фон Брегенц († 1097) и Берта фон Райнфелден († 1128), дъщеря на херцог Рудолф I от Швабия, император на Свещената Римска империя († 1080) и Аделхайд Торинска († 1079). Те имат трима сина:
- Улрих, граф на Пфулендорф (1157 – 1158)
- Рудолф фон Рамшперг (* ок. 1100/1110; † 9 януари 1181), граф на Рамшперг, Пфулендорф, Брегенц и Линдау, фогт на Санкт Гален, женен ок. 1150 г. за Елизабет от Тоскана († между 11 ноември 1164 – 1180)
- Арнолд († 1165 или по-късно)